# Via fora!!
Via Fora!! va ser una revista cultural publicada a Catalunya entre 1984 i 2001. Estava editada per l'associació Enllaç, coordinada per Joan Ramon Gordo i tenia periodicitat trimestral. El seu nom feia referència a un crit medieval català, el via fora, amb el qual s'avisava a la població per defensar-se d'una amenaça. Els seus articles tractaven diferents temes, com la cultura popular, la sociocultura, desenvolupament, el cooperativisme, la salut, els nous moviments socials, la interculturalitat, la política, la sociologia, etc. Alguns dels articles eren originals, per encàrrec, mentre que altres eren traduccions. Amb una clara voluntat internacionalitzadora, cada article presentava un resum en la llengua auxiliar internacional esperanto (obra de Llibert Puig, de l'Associació Catalana d'Esperanto) i un altre en anglès. D'altra banda, el format de la revista (23,5 x 15 cm) s'inspirava en la Biblioteca de treball, de Célestin Freinet. Entre els col·laboradors de la revista hi ha Rudolf Bahro, Ramon Barnils, Fèlix Cucurull, Josep Dalmau, Francesc Ferrer i Gironès, Eduardo Galeano, Xavier Garcia, Rigoberta Menchú Tum, Jesús Moncada, Edgar Morin, Bienve Moya, Joan Rendé, Vandana Shiva, Isabel-Clara Simó, Josep Maria Terricabras, Tísner, Ferran Torrent, Joan Manuel Tresserras o Lluís Maria Xirinacs. A més, a les pàgines de la revista van sortir entrevistades personalitats com Maria Àngels Anglada, Aureli Argemí, Àngel Castiñeira, Agustí Chalaux, Lluís Duch, Isidre Grau, Octavi Fullat, Joan Martínez Alier, Raimon Pànikkar, Adolfo Pérez Esquivel, Fèlix Martí, Joan-Francesc Mira, Teresa Rebull, o Vicent Torrent.
Des de l'any 2011, tota la col·lecció de Via Fora!! està digitalitzada i disponible a la pàgina web de a l'Ens de Comunicació Associativa.